# Florence Marryat

Florence Marryat

Florence Marryat, später Florence Lean, (* 9. Juli 1833 in Brighton, Sussex; † 27. Oktober 1899 in St. John’s Wood, City of Westminster, London) war eine englische Schriftstellerin.

## Leben
Florence Marryat war das zehnte Kind des Marineoffiziers und Schriftstellers Frederick Marryat und dessen Ehefrau Catherine geb. Shairp. Mit 11 Jahren schrieb Marryat ihren ersten Roman.
1854 heiratete sie mit 20 Jahren den späteren Offizier T. Ross Church, dem sie acht Kinder gebar.
Mit ihrem beim Kolonial-Heer in Madras stationierten Mann unternahm Marryat [-Church] mehrfache Reisen auf dem indischen Subkontinent.
Um ihre Kinder, die an Scharlach litten, abzulenken, schrieb sie ihre ersten Geschichten, die 1865 in London gedruckt wurden. Von ihren insgesamt 90 später entstandenen Sensationsromanen wurden viele in andere Sprachen übersetzt.
Von 1872 bis 1876 war Marryat mit der Herausgabe der Monatszeitschrift London Society betraut. Sie veröffentlichte u. a. eine Biographie über ihren Vater, Life and letters of Captain Marryat (1872). Nebenher war sie Theaterautorin, Schauspielerin in Komödien, Sängerin, Alleinunterhalterin und Leiterin einer Journalistenschule. Zusammen mit George Grossmith schrieb sie 1876 das Bühnenprogramm Entre-nous? und absolvierte bis Sommer 1877 eine erfolgreiche Tournee. Im Februar 1881 übernahm Marryat die Leitung des Adelphi Theatre in London.
1879 wurde die Ehe mit Church geschieden und Marryat heiratete im gleichen Jahr den Royal Marine Light Infantry-Colonel Francis Lean.
In den letzten Jahren ihres Lebens beschäftigte sie sich in ihren Werken zunehmend mit Spiritismus.
Florence Marryat starb im Alter von 66 Jahren in St. John’s Wood, London.

## Werke (in Auswahl)
- Love's Conflict, 1865
- Woman against woman, 1865
- Gup. Sketches of Anglo-Indian life and character, 1868
- The girls of Feversham, 1869
- The prey of the gods. A novel, 1871
- Life and letters of Captain Marryat, 1872
- The fair-haired Alda. A novel, 1880
- Old Contrairy, and other stories, 1884
- The Heart of Jane Warner, 1884, online
  - Hanna Warners Herz. Autorisierte Bearbeitung nach dem Englischen von Emmy Becher. Engelhorn, Stuttgart 1886.
- Written in fire, 1886
- My sister the actress, 1886
- Her lord and master, 1886
- Open, sesame!, 1887
- No intentions, 1887
- Facing the footlights, 1887
- The master passion, 1887
- Driven to bay. A novei, 1887
- The confessions of Gerald Estcourt, 1887
- On circumstantial evidence, 1889
- Mount Eden. A romance, 1889
- How they loved him, 1889
- A crown of shame, 1889
- Her world against a lie, 1890
- There is no death, 1891
- The nobler sex, 1892
- Parson Jones, 1893
- The spirit world, 1894
- The dead man's message. An occult romance, 1894
- At heart a rake, 1895
- The Beautiful Soul, 1895
  - Eine schöne Seele. Mit Illustrationen von E. Stüber. Hillger, Berlin / Leipzig 1912.
- A fatal silence, 1902 (postum)